# Église Saint-Louis de Darmstadt
Pour les articles homonymes, voir Saint-Louis et Église Saint-Louis.
L'église Saint-Louis est la principale église catholique de Darmstadt. Son dôme caractéristique se trouve dans un endroit bien visible au-dessus de la ville, à la fin de la Wilhelminenstraße.
L'église a été construite entre 1822 et 1827 d'après les plans de Georg Moller comme la première église catholique de grand-duché de Hesse-Darmstadt depuis la Réforme. Son modèle est la construction classique du Panthéon de Rome.
Le chantier du bâtiment a nécessité beaucoup d'argent pour le grand-duc Louis Ier de Hesse. La grande-duchesse, née Mathilde de Bavière, y est inhumée en 1862.
Le bâtiment a été bombardé le 11 septembre 1944. Cela a détruit ses fondations, sa reconstruction s'est déroulée en 1950. Le bois de l'ancienne construction de la coupole a été remplacé par une structure en acier. La décoration extérieure a été achevée en 1994, et celle de la rénovation de l'Intérieur en 2005. Un nouvel orgue y a été inauguré en septembre 2005.